# إبراهيم عثمان (مبارز بالسيف)
إبراهيم عثمان هو مبارز بالسيف لبناني، ولد في 2 مارس 1927 في قضاء عكار في لبنان.

## وصلات خارجية
- إبراهيم عثمان على موقع أوليمبيديا (الإنجليزية)